# انگلیش ریور (سیشل)
انگلیش ریور (به لاتین: English River) یک منطقهٔ مسکونی در سیشل است که در سیشل واقع شده‌است. انگلیش ریور ۳٬۷۳۷ نفر جمعیت دارد.